# 恋をあなたに

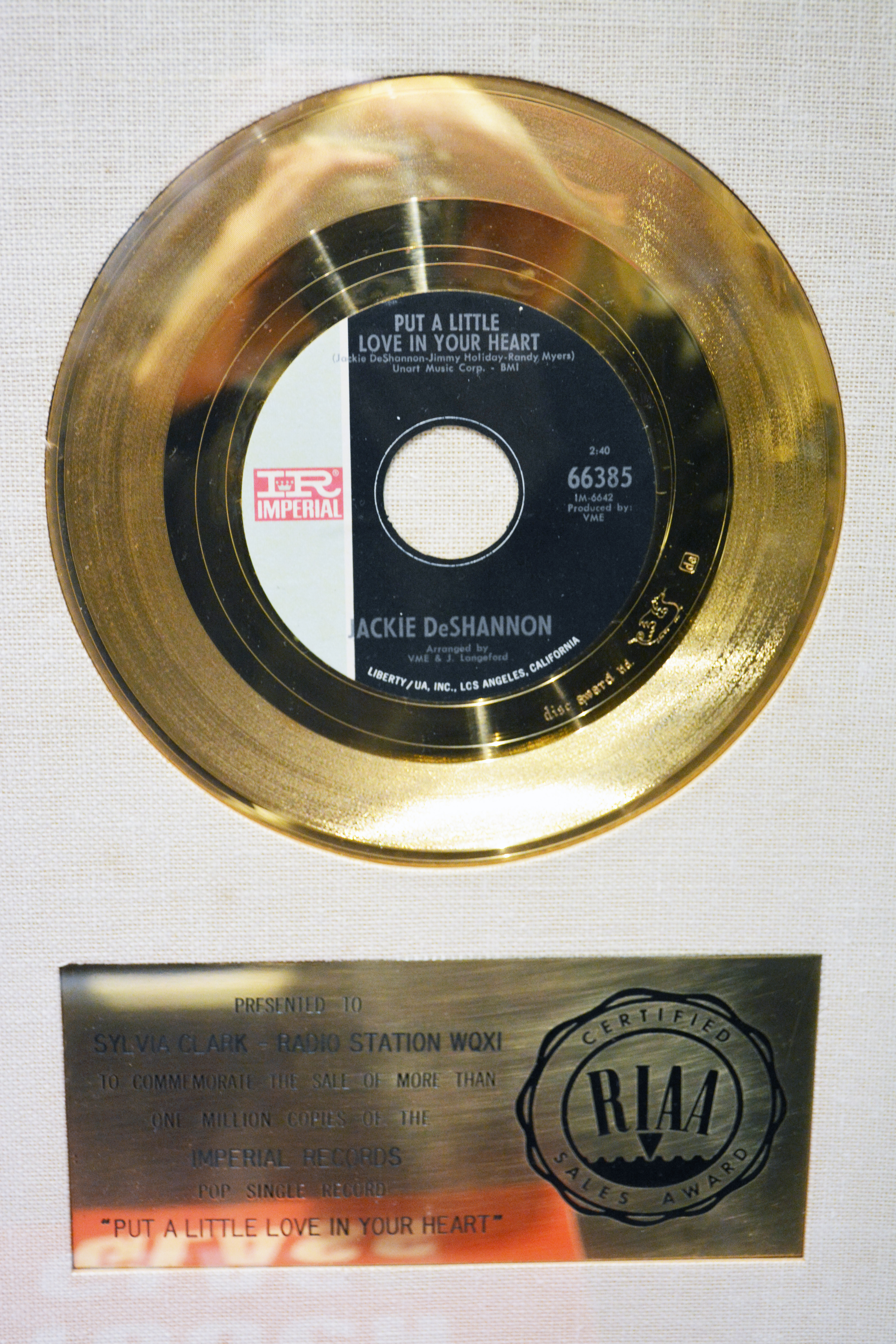
ジャッキー・デシャノンのオリジナル盤が認定されたゴールド・ディスク。

「恋をあなたに」（こいをあなたに、Put a Little Love in Your Heart）は、1969年にジャッキー・デシャノンが、弟であるランディ・マイヤーズ (Randy Myers) とジミー・ホリデイとともに書き、自ら歌った楽曲。デシャノンにとって、この曲は、アメリカ合衆国における最高のチャート・ヒットとなった。その後、様々なアーティストたちがカバーしたが、特に、1988年の映画『3人のゴースト』のエンディング・テーマとなったアニー・レノックスとアル・グリーンによるバージョンは1988年から1989年にかけてヒットした。
後年のコンピレーション・アルバムや、カバー・バージョンなどでは、曲名は、「プット・ア・リトル・ラヴ・イン・ユア・ハート」とされることもある。

## ジャッキー・デシャノンのオリジナル盤（1969年）
アメリカ合衆国では、この曲は1969年8月に Billboard Hot 100 で最高4位、アダルト・コンテンポラリーで最高2位まで上昇した。同年の遅い時期に、この曲は南アフリカ共和国のヒット・パレードで首位に達した。
後にこの曲は、ガス・ヴァン・サント監督の1989年の映画『ドラッグストア・カウボーイ (Drugstore Cowboy)』の中でも使用された。
この曲は、デシャノンにとって、シグネチャー・ソングである代表曲「世界は愛を求めている (What the World Needs Now Is Love)」に匹敵する持ち歌となっている。

### チャート
| チャート（1968年 – 1969年）                  | 最高位 |
| -------------------------------------------- | ------ |
| カナダ RPM トップ・シングルズ                | 12     |
| カナダ RPM アダルト・コンテンポラリー        | 9      |
| 南アフリカ共和国（スプリングボック・ラジオ） | 1      |
| アメリカ合衆国 ビルボード Billboard Hot 100  | 4      |
| アメリカ合衆国 ビルボード Adult Contemporary | 2      |

## アニー・レノックスとアル・グリーンのバージョン（1988年）
アニー・レノックスとアル・グリーンは、1988年の映画『3人のゴースト (Scrooged)』のエンディング・テーマ曲としてこの曲のカバーを吹き込んだ。このバージョンは、合衆国では1989年1月に Billboard Hot 100 で最高9位、アダルト・コンテンポラリーでは最高2位さらに、世界各地の国々でトップ40入りを果たした。1988年12月14日付でリリースされた日本盤シングルでは、レノックスの名は「アン・レノックス」と表記され、曲名は「"3人のゴースト"のテーマ〜恋をあなたに」とされた。
このバージョンのプロデュースは、レノックスにクレジットされているが、実際にはユーリズミックスにおけるパートナーであるデイヴィッド・A・スチュワートが手がけていた。
このバージョンのミュージック・ビデオは、ソフィー・ミュラーが監督した。

### パーソネル
- アニー・レノックス - ボーカル
- アル・グリーン - ボーカル

### チャート

#### 週間チャート
| チャート（1988年 – 1989年）                     | 最高位 |
| ----------------------------------------------- | ------ |
| オーストラリア ケント・ミュージック・レポート   | 6      |
| オーストリア エードライ・オーストリア・トップ40 | 4      |
| カナダ RPM トップ・シングルズ                   | 2      |
| ドイツ シングル・チャート                       | 20     |
| アイルランド シングル・チャート                 | 30     |
| スイスシュヴァイツァー・ヒットパラーデ          | 11     |
| イギリス 全英シングル・チャート                 | 28     |
| アメリカ合衆国 Billboard Hot 100                | 9      |

#### 年間チャート
| チャート（1989年）            | 順位 |
| ----------------------------- | ---- |
| カナダ RPM トップ・シングルズ | 51   |

## その他の主なカバー
- アイズレー・ブラザーズは、1972年のアルバム『Brother, Brother, Brother』にてカバー。
- デイヴ・クラーク・ファイヴは、1969年にこの曲を録音した。このバージョンは、イギリスではシングルとして発表され、トップ75に4週とどまり、最高31位まで上昇したが、これは1988年にアニー・レノックスとアル・グリーンが達成した順位より3ポイント下った順位であった[11]。イギリスをはじめヨーロッパ諸国などでは、B面に「34-06」を収めたシングルがリリースされたが[12][要出典]、日本では、この曲はシングル「ロカビリー! (Good Old Rock'n'Roll)」のB面曲としてリリースされた[13]。
- リチャード・ドナーが監督した1988年の映画『3人のゴースト』の終幕では、主人公を演じるビル・マーレイが「第四の壁」を破って観客にこの曲を一緒に歌うよう促すシング・アロングをおこなう[14]。
- レナード・ニモイは、1974年のアルバム『Outer Space/Inner Mind』でこの曲をカバーした[15]。